# Tatort: Blinde Kuriere
Blinde Kuriere ist ein Fernsehfilm aus der Krimireihe Tatort, der vom Hessischen Rundfunk (HR) produziert und am 9. Mai 1999 im Programm Das Erste zum ersten Mal gesendet worden ist. Es handelt sich um die 412. Tatort-Folge und den 23. Fall des Kriminalhauptkommissars Edgar Brinkmann, verkörpert durch Karl-Heinz von Hassel. Brinkmann und sein Assistent Robert Wegener haben es diesmal mit dem Mord an einem Reisebüroangestellten und einem damit verbundenen Drogenschmuggel zu tun.

## Handlung
Dr. Pit Faber trifft sich mit der Reisebüroinhaberin Martina Dorn und erklärt ihr, dass ihr Deal, bei dem ihr Mitarbeiter Botho Steinbach allein reisende Frauen dazu missbraucht, heimlich Kokain zu schmuggeln, zu platzen droht, da Steinbach in die eigene Tasche wirtschaftet, Steinbach müsse daher verschwinden. Steinbach macht sich unterdessen auf zum Flughafen, um die allein reisende Beate Kirmann abzuholen, die von einer Reise nach Florida zurückkehrt. Im Parkhaus wird er von einem Killer erschossen, so dass Beate vergeblich wartet und sich von ihrem Ex-Freund Nick Tedebach abholen lässt. Nick entdeckt ein Kilo Kokain in ihrem Gepäck und stellt sie zur Rede, Beate fällt aus allen Wolken und will zur Polizei, doch Nick redet ihr das aus, weil er überzeugt ist, sie hätte den Stoff vorsätzlich geschmuggelt. Er nimmt das Kokain an sich und verspricht, ihr zu helfen, das Kokain loszuwerden. Brinkmann und Wegener werden zum Tatort gerufen, im Kofferraum von Steinbachs Wagen finden sich Spuren von Kokainresten, ansonsten gibt es keine verwertbaren Spuren des Mörders. Fabers Handlanger Pohle und Voight durchsuchen derweil maskiert die Wohnung Steinbachs. Den Hausmeister, der sie zur Rede stellt, schlägt Voight brutal zusammen. Während Beate verzweifelt versucht, Nick zu erreichen, da sie befürchtet, dass die Eigentümer der Drogen sie finden werden, verkauft der spielsüchtige Nick einen Teil davon an Tom, bei dem er oft zu illegalen Glücksspielen einkehrt. Pohle bringt die aus der Wohnung Steinbachs erbeuteten Sachen zu Martina Dorn, doch die beiden finden darin nicht wie erhofft die Drogen. Dorn vermutet, dass die Reisebüro-Kundin Beate diese noch bei sich hat. Brinkmann und Wegener finden unterdessen in der Wohnung Steinbachs den schwer verletzten Hausmeister. Dieser erzählt den Beamten, dass die Maskierten einen „Doktor“ erwähnt haben.
Während Nick vergeblich versucht, den Rest des Kokains an Tom zu verkaufen, erfährt Wegener von einem Informanten aus der Rauschgiftszene, dass Faber in der Szene unter dem Spitznamen „Der Doktor“ bekannt ist. Allerdings kann man dem angesehenen Unternehmer bislang seine Verbindungen zur Organisierten Kriminalität nicht nachweisen. Am nächsten Morgen ruft Beate nervös beim Drogendezernat an und erkundigt sich nach den rechtlichen Folgen für sie durch den unwissentlichen Drogenschmuggel, aus Angst legt sie jedoch wieder auf, ohne ihren Namen und ihre Adresse zu nennen. Kurz darauf dringt Voight in ihrer Abwesenheit in Beates Wohnung ein und durchsucht diese ohne Erfolg, Brinkmann und Wegener können unterdessen das Reisebüro Dorns als Arbeitsplatz Steinbachs ermitteln. Pohle, der Beate an deren Arbeitsplatz im Frankfurter Zoo gefolgt ist, sucht diese auf und gibt sich als Kommissar des Rauschgiftdezernats aus. Beate erklärt diesem, dass sie die Drogen abgeben wollte, und sagt ihm zu, ihm das Kokain schnellstmöglich auszuhändigen. Brinkmann und Wegener suchen das Reisebüro auf, Dorn kann ein Alibi für die Tatzeit aufweisen und sagt aus, nicht zu wissen, was Steinbach am Flughafen gewollt haben könnte. Den Beamten fällt auf, dass der Schreibtisch Steinbachs bereits leergeräumt ist, obwohl Dorn vorgibt, von Steinbachs Tod überrascht zu sein. Beate sucht, beschattet von Pohle und Voight, Nick auf und fordert ihn auf, ihr die Drogen auszuhändigen, damit sie diese zur Polizei bringen kann, Nick verweigert ihr jedoch die Herausgabe und deutet an, dass er einen Teil verkauft hat. Brinkmann sucht derweil Dr. Faber auf, der erwartungsgemäß jedwede Verwicklung in den Mordfall Steinbach und dessen Drogengeschäfte abstreitet. Pohle und Voight suchen Nick auf, dieser will ihnen die Drogen unter Androhung von Gewalt aushändigen, muss aber feststellen, dass Toms Handlanger ihm diese offenbar gestohlen hat, Pohle und Voight glauben jedoch, dass Beate die Drogen hat.
Dorn kontaktiert Pohle und deutet an, dass alle Zeugen verschwinden müssen, weil ihr die Angelegenheit zu heiß wird. Kurz darauf sucht Beate Dorn auf und möchte Steinbach sprechen, doch diese schickt sie unwirsch weg und weist Pohle an, Nick zu beseitigen.  Als Pohle Nick töten will, kann dieser zunächst fliehen, wird aber von Pohle im Zoo gestellt und getötet. Brinkmann erfährt von seiner Kollegin aus dem Drogendezernat vom anonymen Anruf Beates, kurz darauf wird er zum Zoo gerufen, wo Nick ermordet aufgefunden wurde. Beate bemerkt, als sie nach Hause kommt, dass jemand in ihrer Wohnung ist, und verständigt die Polizei. Alarmiert durch seinen Komplizen Voight, der Beate vor dem Haus auf die Polizei wartend bemerkt, fährt Pohle vor Beates Haus vor, diese steigt, da sie ihn noch immer für einen Polizisten hält, erleichtert zu ihm ins Auto. Als in diesem Moment die Polizei vor Beates Haus eintrifft, fährt Pohle mit ihr davon, Pohle und Voight wollen von ihr wissen, was sie der Polizei erzählt hat. Die beiden Gangster fahren mit ihr zu Dorn, kurz darauf treffen Brinkmann und Wegener bei Dorn ein, weil sie herausgefunden haben, dass Steinbachs Handy in deren Büro liegt, während sie angegeben hat, keine privaten Gegenstände mehr von ihm im Büro zu haben. Pohle und Voight verstecken sich mit Beate in einem Nebenraum, diese kann sich jedoch befreien und Brinkmann zu erkennen geben, die Beamten nehmen Pohle, Voight und Dorn fest. Da Dorn jedwede Verbindung zu Dr. Faber bestreitet, kommt er als Drahtzieher aus Mangel an Beweisen davon.

## Einschaltquoten und Hintergrund
Die Erstausstrahlung von Blinde Kuriere am 9. Mai 1999 erreichte für Das Erste einen Marktanteil von 21,04 Prozent und wurde in Deutschland von 6,03 Millionen Zuschauern gesehen. Die Folge wurde in Frankfurt und Umgebung gedreht.

## Kritik
TV Spielfilm bewertete den Film  mittelmäßig und urteilte: „Der lahme Koks-Krimi ist Schnee von gestern“.